# Jüdischer Friedhof (Hahnheim)

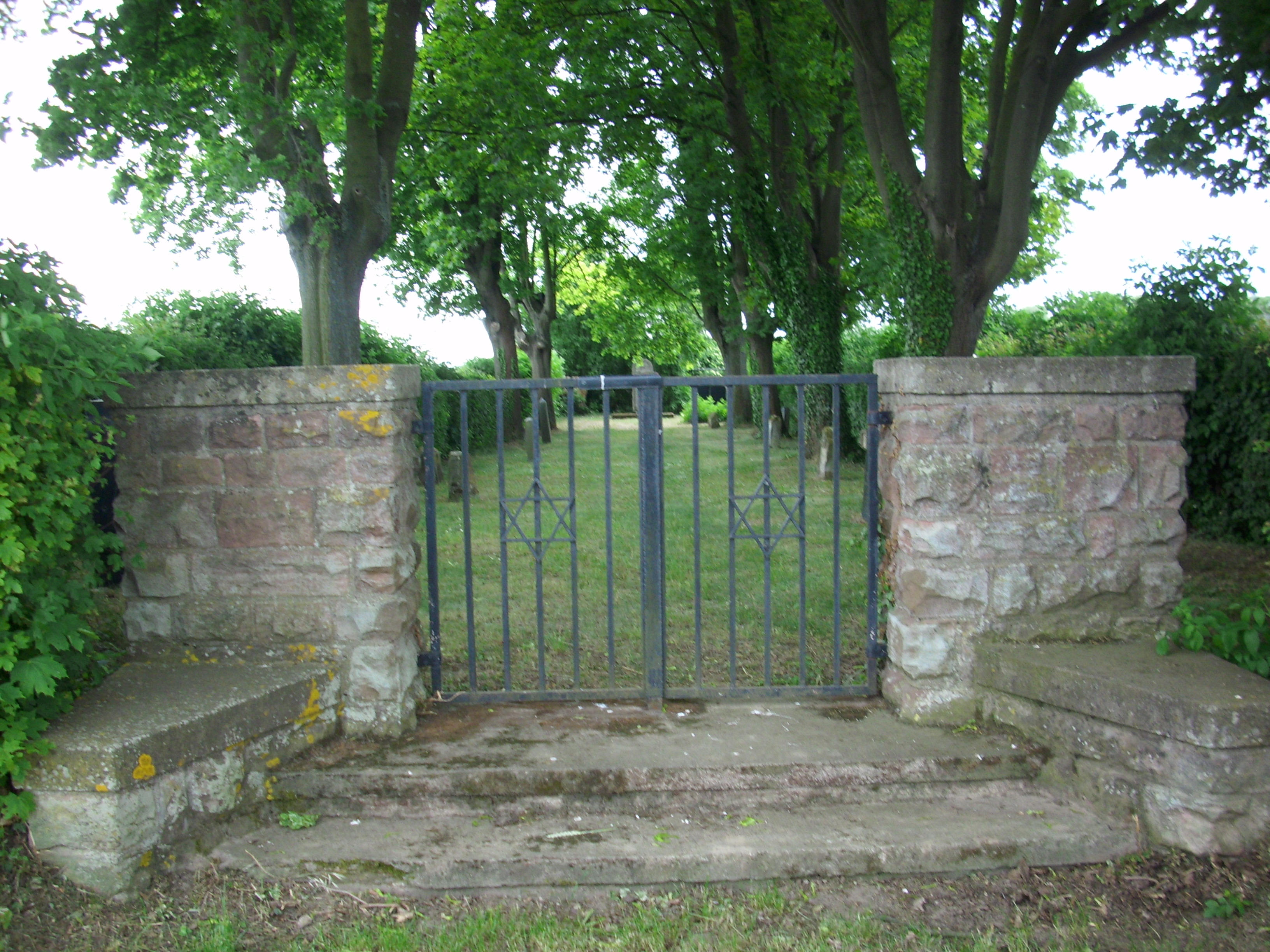
Eingang zum jüdischen Friedhof in Hahnheim

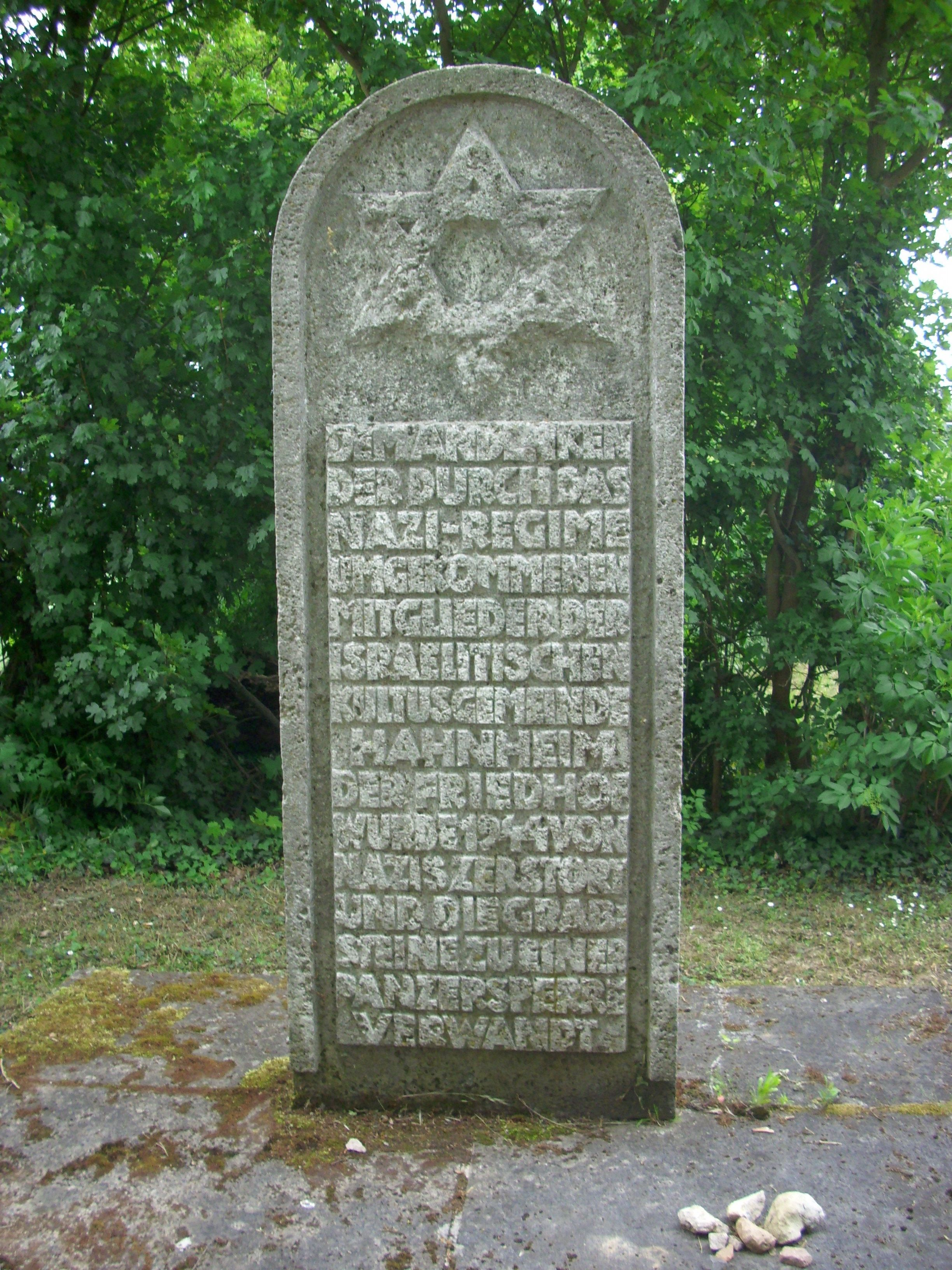
Gedenkstein

Der Jüdische Friedhof in Hahnheim, einer Ortsgemeinde im Landkreis Mainz-Bingen in Rheinland-Pfalz, wurde um 1840 angelegt. Der 11,22 Ar große jüdische Friedhof befindet sich am südlichen Ende von Hahnheim.

## Geschichte
Die Juden von Köngernheim, Mommenheim und Selzen ließen ebenfalls ihre Toten auf dem Friedhof bestatten. 
Die letzte Beisetzung fand im September 1938 (Emil Trum) statt. Im März 1945 wurde der Friedhof zerstört, als die Grabsteine zum Bau einer Panzersperre verwendet wurden. 1948 wurde der Friedhof wiederhergestellt. Heute sind noch 16 Grabmäler bzw. -fragmente erhalten.

## Gedenken
Auf dem Friedhof befindet sich ein Gedenkstein für die jüdischen Opfer während der Zeit des Nationalsozialismus. Die Inschrift lautet: „Dem Andenken der durch das Nazi-Regime umgekommenen Mitglieder der israelitischen Kultusgemeinde Hahnheim. Der Friedhof wurde 1945 von den Nazis zerstört und die Grabsteine zu einer Panzersperre verwendet“.